# Anisodes paratropha
Anisodes paratropha är en fjärilsart som beskrevs av Louis Beethoven Prout 1920. Anisodes paratropha ingår i släktet Anisodes och familjen mätare. Inga underarter finns listade i Catalogue of Life.